# 大王镇 (安新县)
大王镇，是中华人民共和国河北省保定市安新县下辖的一个镇。该镇为雄安新区起步区核心地块所在地，建设中的雄忻高速铁路与雄安轨道交通R1线过境。

## 行政区划
大王镇下辖以下地区：
大王村、南六村、张六村、中六村、北六村、小王村、小王营村、于庄村、尹庄村、北张庄村、大阳村、小阳村、西阳村、南河村和向村。